# Туров, Артём Викторович
Артём Викторович Туров (род. 1 марта 1984, Смоленск, РСФСР, СССР) — российский государственный и политический деятель. Депутат Государственной Думы Федерального Собрания Российской Федерации VI, VII и VIII созывов. Член Генерального совета Всероссийской политической партии «Единая Россия», заместитель председателя Комитета Государственной Думы по делам СНГ, евразийской интеграции и связям с соотечественники.
Из-за поддержки российской агрессии во время российско-украинской войны находится под персональными международными санкциями.

## Биография
Сын Народного артиста СССР, белорусского кинорежиссёра Виктора Турова.
С 1999 по 2001 год обучался в Смоленском кадетском корпусе имени фельдмаршала Кутузова. В 2006 году получил высшее образование, окончив Смоленский государственный педагогический университет.
С 2004 работал в смоленском региональном отделении «Молодежного Единства» в должности руководителя, с 2006 года — работал в смоленском региональном штабе "Молодой гвардии «Единой России» в должности руководителя. С 2006 по 2008 год работал в исполкоме смоленского регионального отделения «Единой России» в должности специалиста по работе с молодёжью.
В 2007 году баллотировался от «Единой России» в Смоленскую областную Думу, по результатам выборов стал депутатом Смоленской областной думы IV созыва.
В 2011 году стал сопредседателем Координационного Совета ВОО "Молодая гвардия «Единой России». В 2012 году стал председателем Общественного Совета ВОО "Молодая гвардия «Единой России».
В сентябре 2013 года по одномандатному избирательному округу № 11 был избран депутатом Смоленской областной Думы V созыва.
Сложил депутатские полномочия в сентябре 2015 году в связи с передачей вакантного мандата Франца Клинцевича, избранного в Совет Федерации, с 19 октября 2015 года — депутат Государственной Думы VI созыва, член Комитета Государственной Думы по экономической политике, инновационному развитию и предпринимательству.
В 2015 году прошёл переподготовку в Учебно-научный центр государственного строительства и подготовки управленческих кадров Московского государственного университета имени М. В. Ломоносова.
В сентябре 2016 года баллотировался по спискам «Единой России» в Госдуму, по итогам распределения мандатов стал депутатом Государственной Думы VII созыва, член комитета Государственной Думы по делам СНГ, евразийской интеграции и связям с соотечественниками.
В сентябре 2021 года баллотировался по спискам «Единой России» в Госдуму, по итогам распределения мандатов стал депутатом Государственной Думы VIII созыва. В октябре 2021 года стал заместителем председателя Комитета Государственной Думы по делам СНГ, евразийской интеграции и связям с соотечественниками.

## Награды
В 2016 году поощрён благодарностью Председателя Государственной Думы Федерального Собрания Российской Федерации.
В 2018 году поощрён благодарностью Президента Российской Федерации.
В 2019 году поощрён благодарностью Государственного секретаря Союзного государства.
В 2020 году поощрён благодарностью Руководителя фракции Всероссийской политической партии «ЕДИНАЯ РОССИЯ» в Государственной Думе.
В 2021 году награждён Почетной грамотой Государственной Думы Федерального Собрания Российской Федерации.
17 июня 2022 года открыл гуманитарный центр «Единой России» в оккупированной российскими войсками Харьковской области.

## Законотворческая деятельность
С 2015 по 2022 год, в течение исполнения полномочий депутата Государственной Думы VI, VII и VIII созывов, выступил соавтором 59 законодательных инициатив и поправок к проектам федеральных законов.
В феврале 2022 года Артём Туров являлся одним из авторов инициативы о признании на государственном уровне непризнанных Донецкой и Луганской народных республик.

## Международные санкции
Из-за поддержки российской агрессии и нарушения территориальной целостности Украины во время российско-украинской войны находится под персональными международными санкциями разных стран.
23 февраля 2022 года внесён в санкционные списки стран Евросоюза за действия и политику, которые подрывают территориальную целостность, суверенитет и независимость Украины и еще больше дестабилизируют Украину.
24 февраля 2022 года включён в санкционный список Канады «близких соратников режима» за голосование о признании независимости «так называемых республик в Донецке и Луганске».
24 марта 2022 года, на фоне вторжения России на Украину, включён в санкционный список США за «соучастие в войне Путина» и «поддержку усилий Кремля по вторжению в Украину», Госдеп США заявил что депутаты Госдумы используют свои полномочия для преследования инакомыслящих и политических оппонентов, нарушают свободу информации, ограничивают права человека и основные свободы граждан России.
По аналогичным основаниям, с 11 марта 2022 года находится под санкциями Великобритании. С 25 февраля 2022 года находится под санкциями Швейцарии. С 26 февраля 2022 года находится под санкциями Австралии. С 12 апреля 2022 года находится под санкциями Японии. Указом президента Украины Владимира Зеленского от 7 сентября 2022 находится под санкциями Украины. С 3 мая 2022 года находится под санкциями Новой Зеландии.

## Семья
Женат, есть ребёнок.

## Доход и имущество
За 2021 год официальный доход — 5 025 631,59 руб.
Есть три квартиры.

## Награды
- Знак ордена II степени «За заслуги перед Херсонской областью» (2024 год, Херсонская область)[30];
- благодарность Президента Российской Федерации;
- медаль «За укрепление боевого содружества» (Минобороны России, приказ от 29 ноября 2023 г. № 1638) — за большой личный вклад в укрепление боевого содружества и военного сотрудничества[31][32].